# Aknoul
Aknoul (arabiska: اكنول) är en stad i Marocko. Den ligger i provinsen Taza och regionen Fès-Meknès, 280 km öster om huvudstaden Rabat. Antalet invånare var 4 403 vid folkräkningen 2014.